# Möll
Il Möll è un fiume dell'Alta Carinzia, affluente di sinistra della Drava. Nasce ai piedi del Großglockner, la montagna più alta dell'Austria, a 2.500 metri e dopo un corso di 84 chilometri sfocia nella Drava presso Möllbrücke.

Sul fiume vengono praticatri il kayak ed il rafting.

## Galleria d'immagini

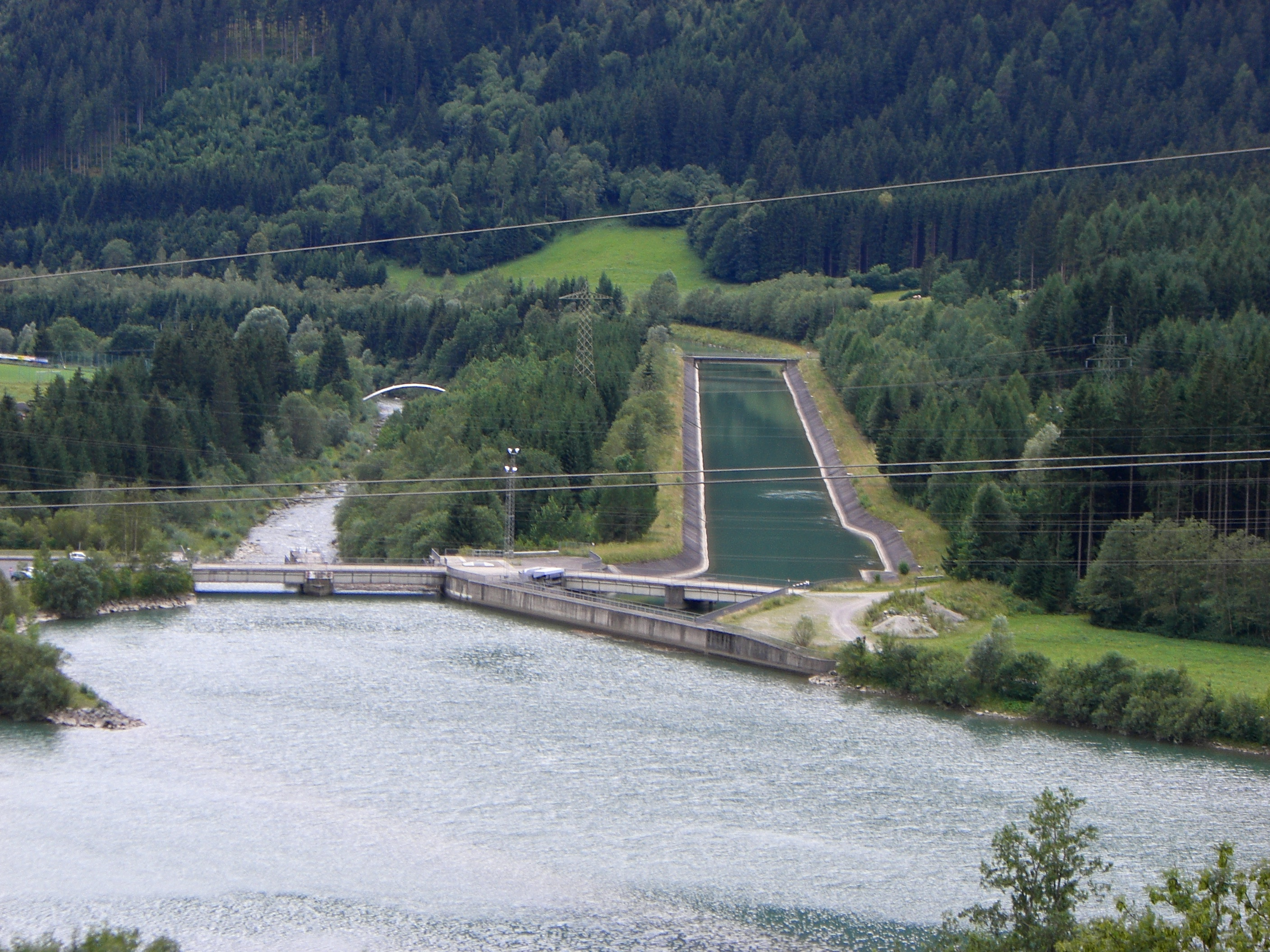
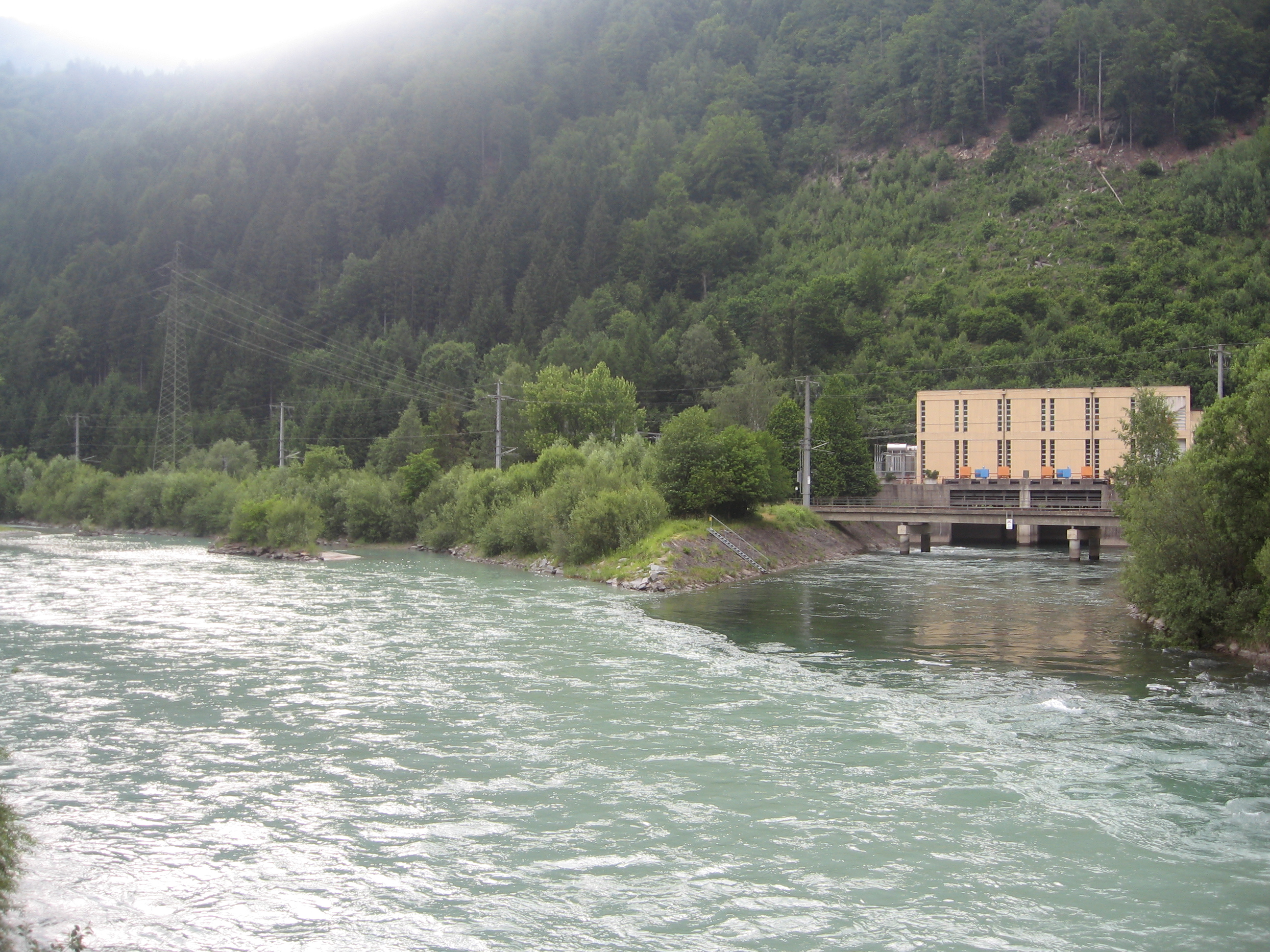
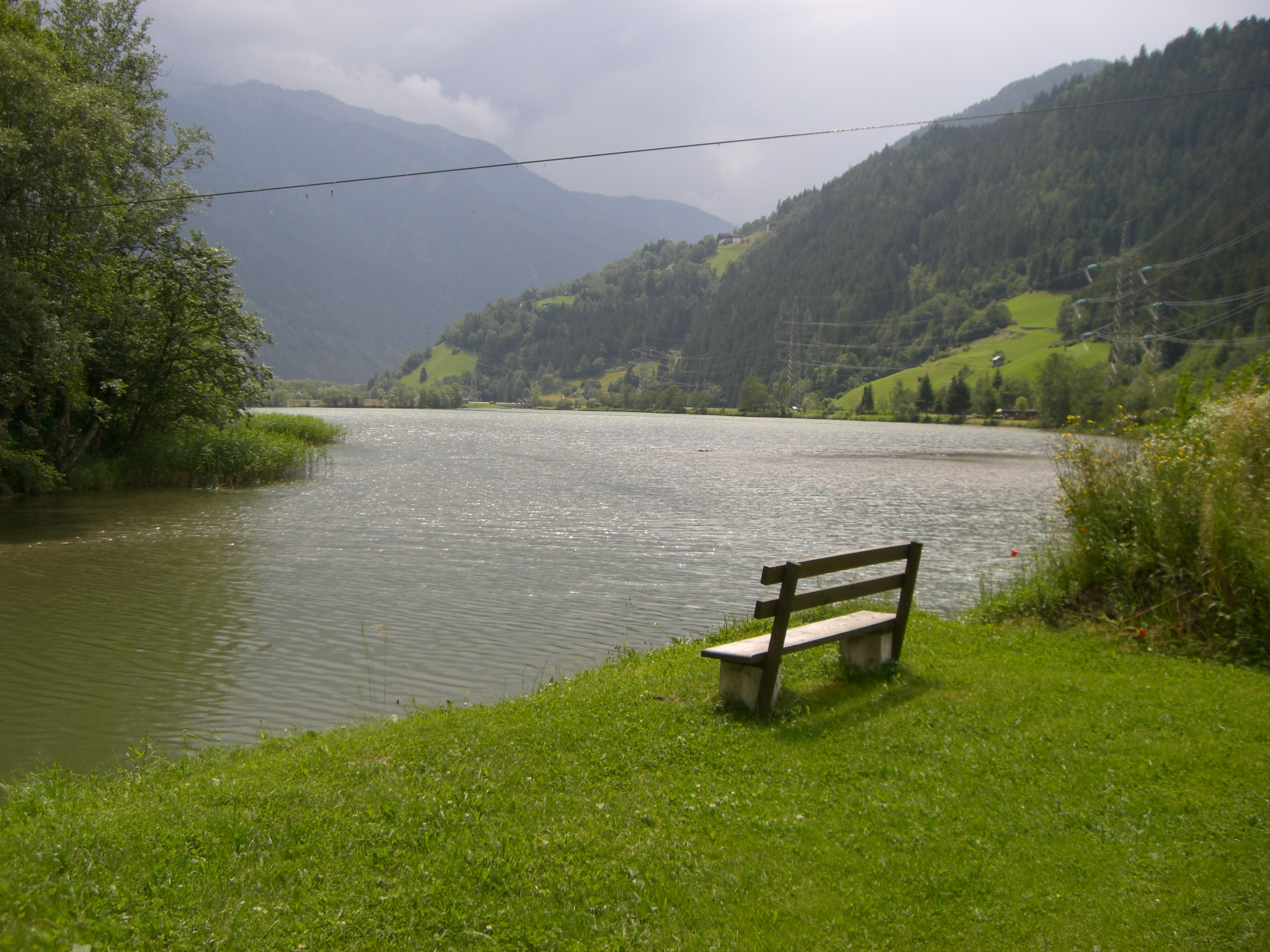
Gößnitzerstausee
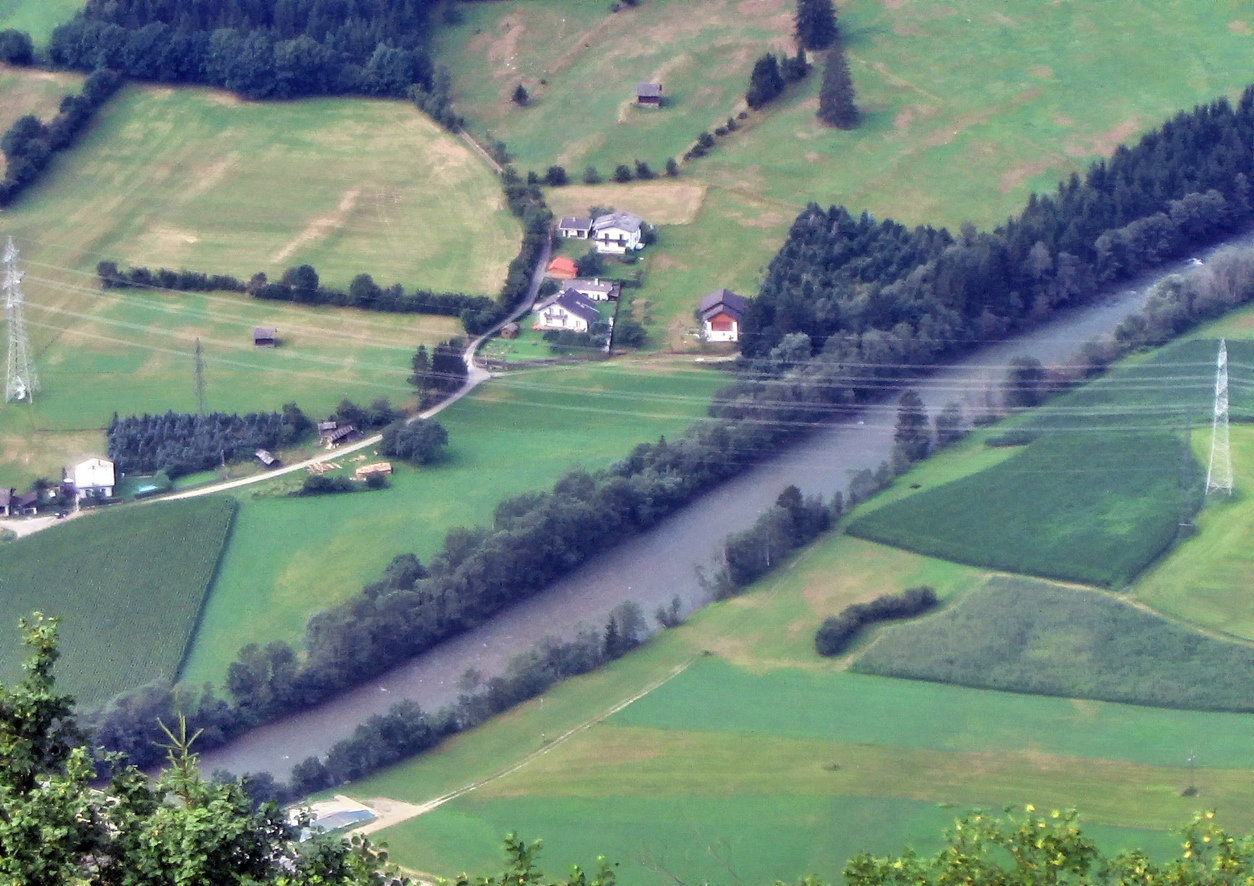
Il Möll presso Penk, visto dallo Zwenberg